# دیمیترو ترومنکو
دیمیترو ترومنکو (انگلیسی: Dmytro Teryomenko؛ زادهٔ ۱ فوریهٔ ۱۹۸۷) بازیکن والیبال اهل اوکراین است.